# Maltese Premier League 2008/09
Die Maltese Premier League 2008/09 war die 94. Spielzeit in der Geschichte der höchsten maltesischen Fußballliga. Sie begann am 23. August 2008 mit einem torlosen Unentschieden zwischen dem FC Floriana und den Ħamrun Spartans und endete am 24. Mai 2009 mit einem abermals torlosen Unentschieden zwischen den Hibernians Paola und dem FC Valletta. Das erste Saisontor erzielte der Brasilianer Ivan vom FC Qormi am 24. August 2008 gegen den FC Marsaxlokk.
Meister wurden die Hibernians Paola, die sich mit zwei Punkten Vorsprung gegen Titelverteidiger FC Valletta durchsetzten. Für die Hibs war dies die zehnte Meisterschaft der Vereinsgeschichte, nachdem die letzte 2002 gefeiert werden konnte.

## Vereine
Im Vergleich zur Vorsaison ersetzten die Aufsteiger FC Qormi und Tarxien Rainbows die Absteiger Pietà Hotspurs und FC Mqabba. Qormi war erstmals seit der Saison 1979/80 wieder vertreten, Tarxien erstmals seit der Saison 1997/98.

## Modus
Zunächst wurde eine Vorrunde mit Hin- und Rückspielen ausgetragen. Die ersten sechs Mannschaften qualifizierten sich für die Meisterrunde, die übrigen vier für die Abstiegsrunde. Die in der Vorrunde erzielten Punkte wurden zur Hälfte übernommen, ggf. aufgerundet.
Für einen Sieg gab es drei Punkte, für ein Unentschieden einen und für eine Niederlage keinen Punkt. Bei Punktgleichheit war für die Entscheidung um die Meisterschaft, Europa-League-Teilnahme und die Abstiegsplätze ein Entscheidungsspiel vorgesehen. Die beiden Letztplatzierten mussten in die First Division absteigen.

## Saisonverlauf
Die Spielzeit wurde von den Hibernians und dem FC Valletta dominiert, in der Endtabelle hatten beide Teams als einzige ein positives Torverhältnis und 15 (Hibernians) beziehungsweise 13 (Valletta) Punkte Vorsprung auf das drittplatzierte Team des FC Birkirkara. Birkirkara und Valletta nahmen somit an der ersten Qualifikationsrunde zur UEFA Europa League 2009/10 teil, während der Meister aus Paola in der ersten Qualifikationsrunde zur UEFA Champions League 2009/10 spielte.
Torschützenkönig wurde mit 26 Treffern der maltesische Nationalspieler Terence Scerri, der für die Hibernians Paola stürmte. Der FC Msida Saint Joseph und die Ħamrun Spartans stiegen am Ende der Saison in die zweite Liga ab.

## Vorrunde

### Tabelle
| Pl. | Verein                | Sp. | S  | U | N  | Tore    | Diff. | Punkte |
| --- | --------------------- | --- | -- | - | -- | ------- | ----- | ------ |
| 1.  | Hibernians Paola      | 18  | 13 | 2 | 3  | 049:190 | +30   | 41     |
| 2.  | FC Valletta (M)       | 18  | 11 | 7 | 0  | 031:110 | +20   | 40     |
| 3.  | FC Birkirkara (P)     | 18  | 9  | 5 | 4  | 031:280 | +3    | 32     |
| 4.  | Sliema Wanderers      | 18  | 7  | 5 | 6  | 024:240 | ±0    | 26     |
| 5.  | FC Floriana           | 18  | 6  | 4 | 8  | 018:210 | −3    | 22     |
| 6.  | FC Marsaxlokk         | 18  | 6  | 4 | 8  | 028:330 | −5    | 22     |
| 7.  | FC Msida Saint Joseph | 18  | 6  | 3 | 9  | 020:280 | −8    | 21     |
| 8.  | Ħamrun Spartans       | 18  | 5  | 2 | 11 | 024:370 | −13   | 17     |
| 9.  | FC Qormi (N)          | 18  | 3  | 6 | 9  | 016:260 | −10   | 15     |
| 10. | Tarxien Rainbows (N)  | 18  | 4  | 2 | 12 | 022:360 | −14   | 14     |

Platzierungskriterien: 1. Punkte – 2. Tordifferenz – 3. geschossene Tore

| (M) | Amtierender Meister                  |
| (P) | Amtierender Pokalsieger              |
| (N) | Neuaufsteiger aus der First Division |

### Kreuztabelle
| 2008/09               | HIB | FC Valletta | FC Birkirkara | Sliema Wanderers | FC Floriana | FC Marsaxlokk | FC Msida Saint Joseph | ĦAM | QOR   | Tarxien Rainbows |
| --------------------- | --- | ----------- | ------------- | ---------------- | ----------- | ------------- | --------------------- | --- | ----- | ---------------- |
| Hibernians Paola      |     | 1:1         | 3:2           | 2:3              | 1:1         | 4:1           | 5:1                   | 1:0 | 3:0   | 2:0              |
| FC Valletta           | 2:0 |             | 1:1           | 0:0              | 2:1         | 2:0           | 2:1                   | 4:0 | 0:0   | 2:2              |
| FC Birkirkara         | 0:6 | 2:2         |               | 4:2              | 0:1         | 2:3           | 2:0                   | 3:2 | 1:1   | 1:0              |
| Sliema Wanderers      | 0:1 | 1:1         | 2:3           |                  | 0:3         | 0:0           | 2:1                   | 0:3 | 1:1   | 4:2              |
| FC Floriana           | 2:1 | 0:1         | 1:2           | 0:0              |             | 3:1           | 0:1                   | 0:0 | 0:2 1 | 3:1              |
| FC Marsaxlokk         | 2:3 | 0:1         | 1:1           | 1:2              | 2:1         |               | 2:1                   | 4:2 | 1:1   | 2:1              |
| FC Msida Saint Joseph | 0:2 | 0:2         | 2:2           | 0:3              | 4:1         | 1:1           |                       | 3:2 | 1:1   | 1:0              |
| Ħamrun Spartans       | 1:4 | 1:3         | 0:1           | 0:2              | 0:1         | 4:3           | 1:0                   |     | 3:2   | 0:4              |
| FC Qormi              | 1:3 | 0:2         | 0:1           | 1:2              | 0:0         | 1:3           | 0:1                   | 1:4 |       | 1:0              |
| Tarxien Rainbows      | 2:7 | 1:3         | 1:3           | 1:0              | 3:0         | 3:1           | 0:2                   | 1:1 | 0:3   |                  |

## Meisterrunde
| Pl. | Verein               | Sp. | S | U | N | Tore    | Diff. | Punkte | Bonus | Gesamt |
| --- | -------------------- | --- | - | - | - | ------- | ----- | ------ | ----- | ------ |
| 1.  | Hibernians Paola (P) | 10  | 6 | 3 | 1 | 024:600 | +18   | 21     | 21    | 42     |
| 2.  | FC Valletta          | 10  | 6 | 2 | 2 | 019:700 | +12   | 20     | 20    | 40     |
| 3.  | FC Birkirkara        | 10  | 3 | 2 | 5 | 012:170 | −5    | 11     | 16    | 27     |
| 4.  | FC Marsaxlokk (M)    | 10  | 4 | 2 | 4 | 018:190 | −1    | 14     | 11    | 25     |
| 5.  | Sliema Wanderers     | 10  | 3 | 3 | 4 | 009:170 | −8    | 12     | 13    | 25     |
| 6.  | FC Floriana          | 10  | 1 | 2 | 7 | 007:230 | −16   | 05     | 11    | 16     |

| (M) | Amtierender Meister     |
| (P) | Amtierender Pokalsieger |

| Meisterrunde     | HIB | FC Valletta | FC Birkirkara | FC Marsaxlokk | Sliema Wanderers | FC Floriana |
| ---------------- | --- | ----------- | ------------- | ------------- | ---------------- | ----------- |
| Hibernians Paola |     | 0:0         | 2:0           | 2:2           | 0:0              | 4:1         |
| FC Valletta      | 2:1 |             | 4:1           | 1:2           | 5:0              | 0:0         |
| FC Birkirkara    | 0:4 | 3:1         |               | 1:2           | 0:0              | 3:1         |
| FC Marsaxlokk    | 1:4 | 0:1         | 2:2           |               | 0:3              | 5:2         |
| Sliema Wanderers | 0:5 | 0:3         | 1:0           | 1:3           |                  | 3:0         |
| FC Floriana      | 0:2 | 0:2         | 0:2           | 2:1           | 1:1              |             |

## Abstiegsrunde
| Pl. | Verein                | Sp. | S | U | N | Tore    | Diff. | Punkte | Bonus | Gesamt |
| --- | --------------------- | --- | - | - | - | ------- | ----- | ------ | ----- | ------ |
| 7.  | FC Qormi (N)          | 6   | 4 | 0 | 2 | 014:500 | +9    | 12     | 8     | 20     |
| 8.  | Tarxien Rainbows (N)  | 6   | 2 | 3 | 1 | 010:800 | +2    | 09     | 7     | 16     |
| 9.  | FC Msida Saint Joseph | 6   | 1 | 2 | 3 | 005:120 | −7    | 05     | 11    | 16     |
| 10. | Ħamrun Spartans (N)   | 6   | 2 | 1 | 3 | 007:110 | −4    | 07     | 9     | 16     |

| (N) | Neuaufsteiger aus der First Division |

| Abstiegsrunde         | QOR | Tarxien Rainbows | FC Msida Saint Joseph | ĦAM |
| --------------------- | --- | ---------------- | --------------------- | --- |
| FC Qormi              |     | 1:2              | 2:1                   | 1:2 |
| Tarxien Rainbows      | 0:3 |                  | 0:0                   | 5:1 |
| FC Msida Saint Joseph | 0:5 | 2:2              |                       | 2:0 |
| Ħamrun Spartans       | 0:2 | 1:1              | 3:0                   |     |

### Abstiegs-Playoff
Die Tarxien Rainbows, der FC Msida Saint Joseph und die Ħamrun Spartans waren nach dem letzten Spieltag punktgleich. Daher wurden die Punkte aus ihren Abstiegsrundenspielen untereinander herangezogen: Die Mannschaft, die in diesen sechs Spielen die wenigsten Punkte erzielt hat, steigt direkt ab; dies waren die Spartans (4 Punkte). Anschließend werden die vier Spiele der beiden verbliebenen Teams gegeneinander betrachtet. Da die Rainbows und Msida Saint Joseph gegeneinander zweimal unentschieden spielten, wurde am 8. Mai 2009 in einem Relegationsspiel über den zweiten Absteiger entschieden.
|                  | Ergebnis              |                       |
| ---------------- | --------------------- | --------------------- |
| Tarxien Rainbows | 1:1 n. V. (5:4 i. E.) | FC Msida Saint Joseph |

## Torschützenliste
| Pl. | Name                 | Mannschaft            | Tore |
| --- | -------------------- | --------------------- | ---- |
| 01. | Terence Scerri       | Hibernians Paola      | 26   |
| 02. | Daniel Mariano Bueno | Tarxien Rainbows      | 23   |
| 03. | Julio Alcorsé        | FC Marsaxlokk         | 17   |
| 04. | Njongo Priso         | FC Valletta           | 15   |
| 05. | Njongo Priso         | FC Msida Saint Joseph | 13   |
| 06. | Alfred Effiong       | FC Marsaxlokk         | 12   |
| 07. | Marcelo Pereira      | FC Marsaxlokk         | 11   |
| 08. | Andrew Cohen         | Hibernians Paola      | 09   |
| 08. | Sylvano Comvalius    | Ħamrun Spartans       | 09   |
| 08. | Ivan Woods           | Sliema Wanderers      | 09   |

## Spielstätten
Die Spiele der Maltese Premier League fanden 2008/09 in drei Stadien statt. Die meisten (101 Ligaspiele) wurden dabei im Ta’ Qali-Stadion, dem Nationalstadion Maltas, in Attard ausgetragen; das Stadion fasst 17.000 Zuschauer.
Darüber hinaus fanden 17 Ligaspiele sowie das Entscheidungsspiel um den Abstieg im 8.000 Zuschauer fassenden Hibernians Ground zu Paola statt, 14 Ligapartien wurden im Victor-Tedesco-Stadion ausgetragen; letzteres liegt in Ħamrun und bietet 1.800 Zuschauern Platz.

## Die Meistermannschaft des Hibernians FC Paola
- Tor: Mario Muscat, Daniel Balzan
- Abwehr: Jonathan Caruana, Timothy Fleri Soler, Edward Herrera, Adrian Pulis, Jonathan Xerri, Aaron Xuereb
- Mittelfeld: Christian Callejas (Uruguay), Triston Caruana, Elkien Cauchi, Yan Cauchi, Clayton Failla, Jean Paul Farrugia, Rumen Galabow (Bulgarien), Jonathan Pearson
- Angriff: Ben Camilleri, Andrew Cohen, Leighton Grech, Terence Scerri, Zeferino (Portugal)
- Trainer: Mark Miller (England)